# Nikolaj Kapoestin
Nikolaj Girsjevitsj Kapoestin (Russisch: Николай Гиршевич Капустин. Oekraïens: Микола Гіршевіч Капустін) (Horlivka, Oekraïne, 22 november 1937 – Moskou, 2 juli 2020) was een Sovjet-Russische, later Russische componist en pianist van Oekraïense afkomst.

## Loopbaan
Kapoestin studeerde piano, eerst bij Avrelian Roebbach en later bij Alexander Goldenweiser aan het Conservatorium van Moskou, waar hij in 1961 is afgestudeerd. In de jaren vijftig van de 20ste eeuw bouwde hij een reputatie op als jazzpianist, arrangeur en componist. Hierdoor kon hij zich de tradities van zowel het klassieke virtuozenspel als de geïmproviseerde jazz eigen maken. Kapoestin verbond beide invloeden in zijn composities door gebruik te maken van jazzidiomen in formele klassieke structuren. Een voorbeeld hiervan is zijn Suite in the Old Style opus 28, geschreven in 1977, die tot de klankwereld van de jazzimprovisatie behoort, maar gemodelleerd is naar voorbeelden uit de barokmuziek, zoals de partita's of suites van Bach, waarin elk onderdeel een gestileerde dans is. Andere voorbeelden van deze fusie van jazz en klassiek zijn de twee verzamelingen van 24 preludes: 24 preludes in jazzstijl opus 53 (1989) en 24 preludes en fuga's opus 82 (1997). Beide verzamelingen bevatten muziekstukken in alle toonsoorten (majeur en mineur), zoals is gedaan door meer klassieke componisten, onder wie Bach (Das wohltemperierte Klavier), Chopin (Préludes op. 28), Skrjabin (24 preludes op. 11) en Sjostakovitsj (24 Preludes en fuga's op. 87).
Kapoestin zag zichzelf meer als een componist dan als een jazzmuzikant. Hij heeft gezegd: "Ik ben nooit een jazzmuzikant geweest. Ik heb nooit geprobeerd een echte jazzpianist te zijn, maar ik moest dat doen om te componeren. Ik ben niet geïnteresseerd in improvisatie - en wat is een jazzmuzikant zonder improvisatie? Al mijn improvisatie is uitgeschreven en werd daardoor veel beter". Onder zijn werken zijn twintig pianosonaten, zes pianoconcerten, concerten voor andere instrumenten, variaties, preludes, etudes en concertetudes.
Russische en Japanse platenmaatschappijen hebben opnamen uitgebracht waarin de componist zijn eigen werk speelt. Zijn werk is ook uitgevoerd door prominente pianisten, onder wie Steven Osborne, Marc-André Hamelin, Masahiro Kawakami en Ludmil Angelov, die cd's hebben uitgebracht die geheel zijn gewijd aan werk van Kapoestin.